# Émanville (Eure)
Émanville es una localidad y comuna francesa situada en la región de Alta Normandía, departamento de Eure, en el distrito de Évreux y cantón de Conches-en-Ouche.

## Demografía
| 348 | 291 | 361 | 363 | 419 | 464 |
| Para los censos de 1962 a 1999 la población legal corresponde a la población sin duplicidades (Fuente: INSEE [Consultar]) |     |     |     |     |     |